# NGC 6891
NGC 6891 (другое обозначение — PK 54-12.1) — планетарная туманность в созвездии Дельфин.
Этот объект входит в число перечисленных в оригинальной редакции «Нового общего каталога».